# Ae Hee Kim
Ae Hee Kim (jetzt Ae Hee Kim-Götz; * 29. Mai 1960 in Gwangju, Südkorea) ist eine ehemalige südkoreanische und deutsche Volleyballspielerin.

## Karriere
Ae Hee Kim war zwischen 1984 und 1989 150-fache deutsche Nationalspielerin. Sie spielte in der Bundesliga für den SV Lohhof, die SG/JDZ Feuerbach,  die TG Viktoria Augsburg und Bayern Lohhof und wurde mehrfach deutsche Meisterin und deutsche Pokalsiegerin. 1985 wurde Ae Hee Kim zur Volleyballerin des Jahres gewählt.
Ae Hee Kim-Götz arbeitet heute als Trainerin beim TSV Sonthofen.